# Prospèr Estieu
Prospèr Estieu (Fendelha, Aude, 7 de juliol de 1860 - Pàmies, Arieja, 11 de desembre de 1939) és un personatge d'importància cabdal pel que fa a la recuperació de la grafia occitana moderna. Va ser escriptor, periodista i sobretot poeta a més d'exercir en una escola primària. Fou a partir dels seus escrits i dels d'Antonin Perbòsc que es van bastir els fonaments de la grafia elaborada i divulgada després per Loís Alibèrt.

## Biografia
Prospèr Estieu va nàixer a Fendelha el 1860 en una família pagesa de l'Aude. Va estudiar a l'institut de Castèlnòu d'Arri i va ingressar després al petit seminari de Carcassona i finalment a l'Escola Normal d'aquella ciutat. De jove va fundar una revista de poesia moderna amb col·laboració del seu amic August Fourès. Començà a treballar com a professor a partir de 1879. El 1892 va crear l'Escòla Audenca a Carcassona. També va ser fundador de la revista Montségur i el 1905 de la revista Occitània amb el català Josep Aladern.
Es va jubilar a Castèlnòu d'Arri el 1923 on va crear els Grilhs del Lauragués. Entre les seues altres contribucions a la causa occitana convé esmentar la creació del Coletge d'Occitania el 1927.

## Obres
- Lou Terradou, Sounets langodoucians (1895)
- Bordons pagans (1899)
- Bordons Biblics
- Flors d'Occitania (1906)
- La Canson Occitana (1908)
- Lo Romancero Occitan (1912)
- Lo Flahut Occitan (1926)
- Las Oras Cantairas (1931)